# Contea di Okeechobee
La contea di Okeechobee (in inglese Okeechobee County) è una contea della Florida, negli Stati Uniti. Il suo capoluogo amministrativo è Okeechobee

## Geografia fisica
La contea ha un'area di 2.309 km² di cui il 13,19% è coperta d'acqua. Confina con:
- Contea di Indian River - nord-est
- Contea di Martin - est
- Contea di St. Lucie - est
- Contea di Palm Beach - sud-est
- Contea di Glades - sud-ovest
- Contea di Hendry - sud-ovest
- Contea di Highlands - ovest
- Contea di Polk - nord-ovest
- Contea di Osceola - nord-ovest

## Storia
La Contea di Okeechobee fu creata nel 1917. Il nome deriva dal Lago Okeechobee il quale deriva a sua volta dalla parola indiana degli Hitchiti, oka (acqua) e chobi (grande).

## Città principali

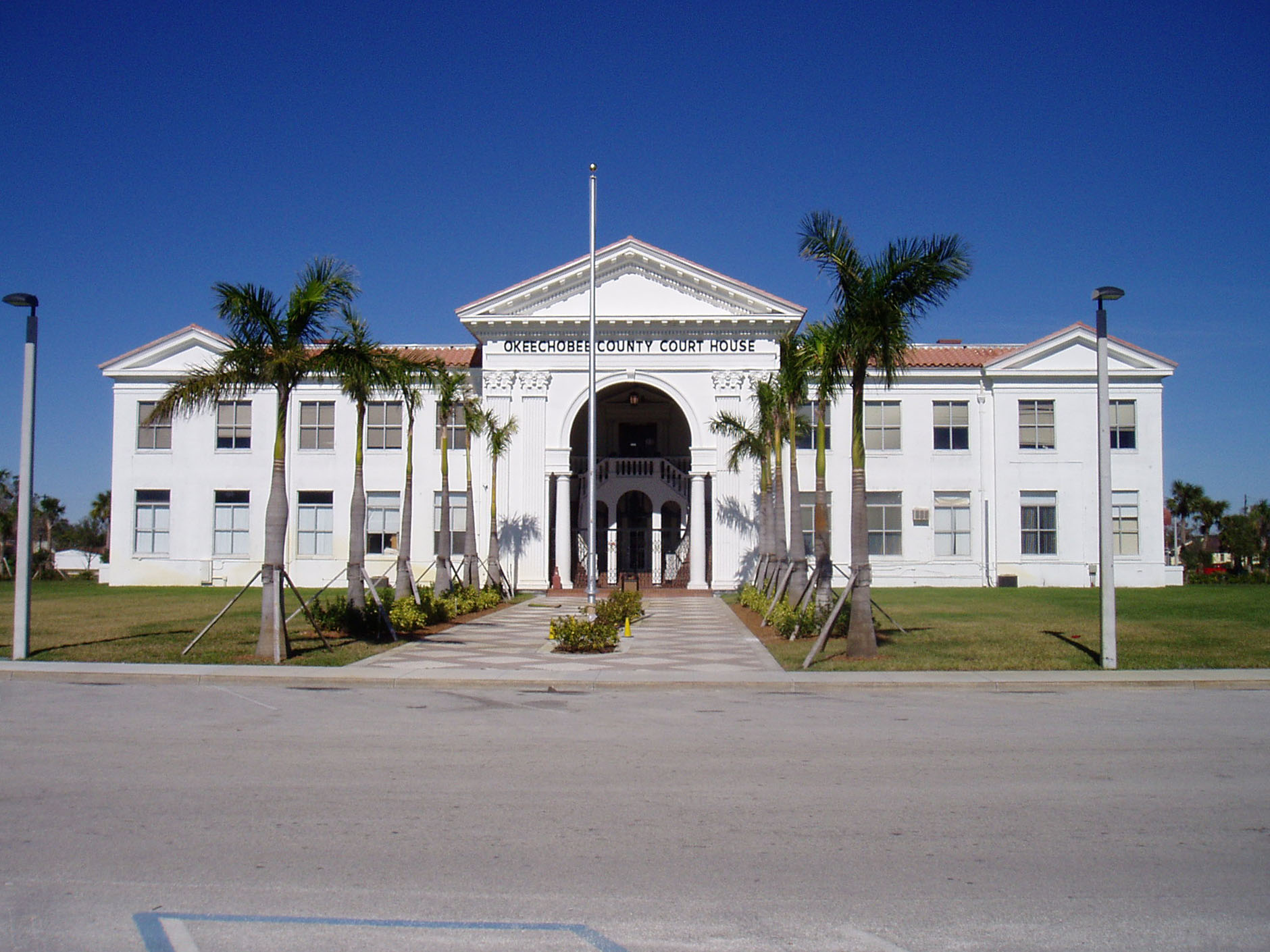
Municipio della Contea di Okeechobee

- Okeechobee

## Politica
| Anno | Repubblicani | Democratici | Altri |
| ---- | ------------ | ----------- | ----- |
| 2004 | 57,2%        | 42,3%       | 0,5%  |
| 2000 | 51,3%        | 46,6%       | 2,1%  |
| 1996 | 34,4%        | 48,5%       | 17,1% |
| 1992 | 35,2%        | 35,5%       | 28,3% |
| 1988 | 60,8%        | 38,6%       | 0,6%  |